# Macrosaccus robiniella
Macrosaccus robiniella (sinónimo Phyllonorycter robiniella) es una mariposa nocturna de la familia Gracillariidae, subfamilia Lithocolletinae.  Se trata de una especie nativa de América del Norte que fue introducida accidentalmente a Suiza donde la hallaron en el 1983 cerca de Basilea. Luego la encontraron también en muchos estados de la Unión Europea, es decir en Francia, Alemania, Italia septentrional (1988), Austria (1989), Eslovaquia (1992) y Hungría (1995) 

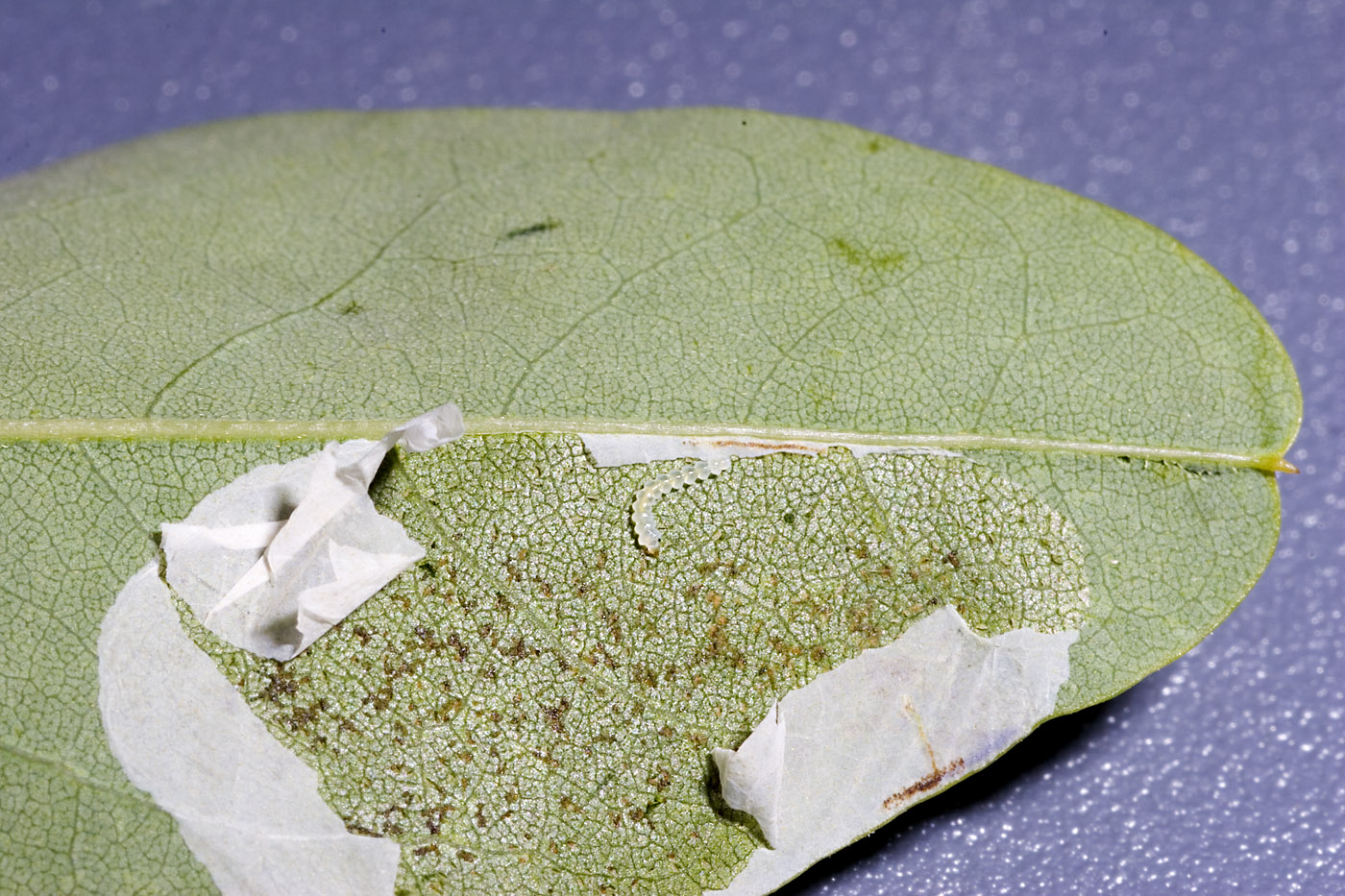
Daños en el envés de las hojas

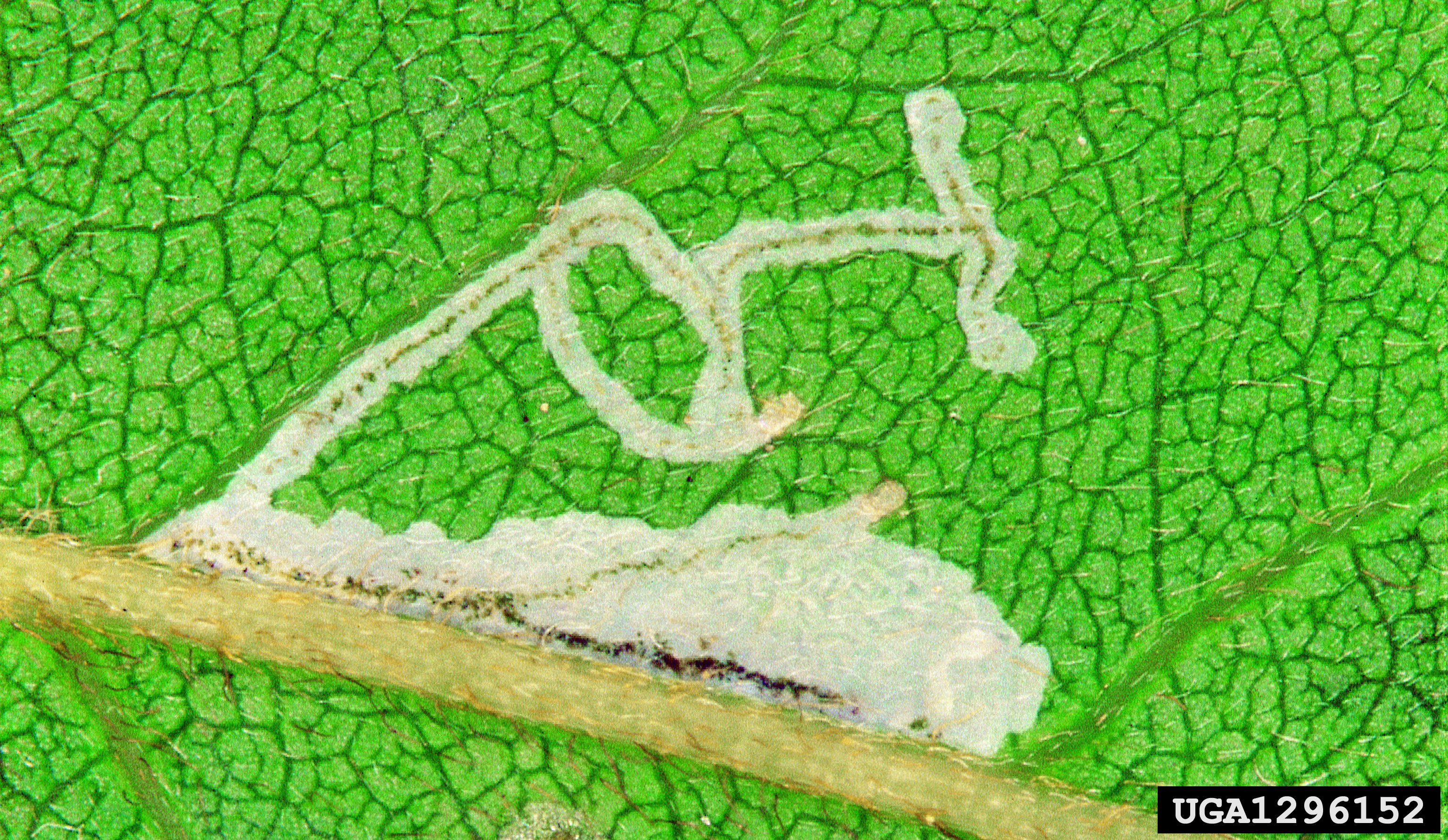
Daños

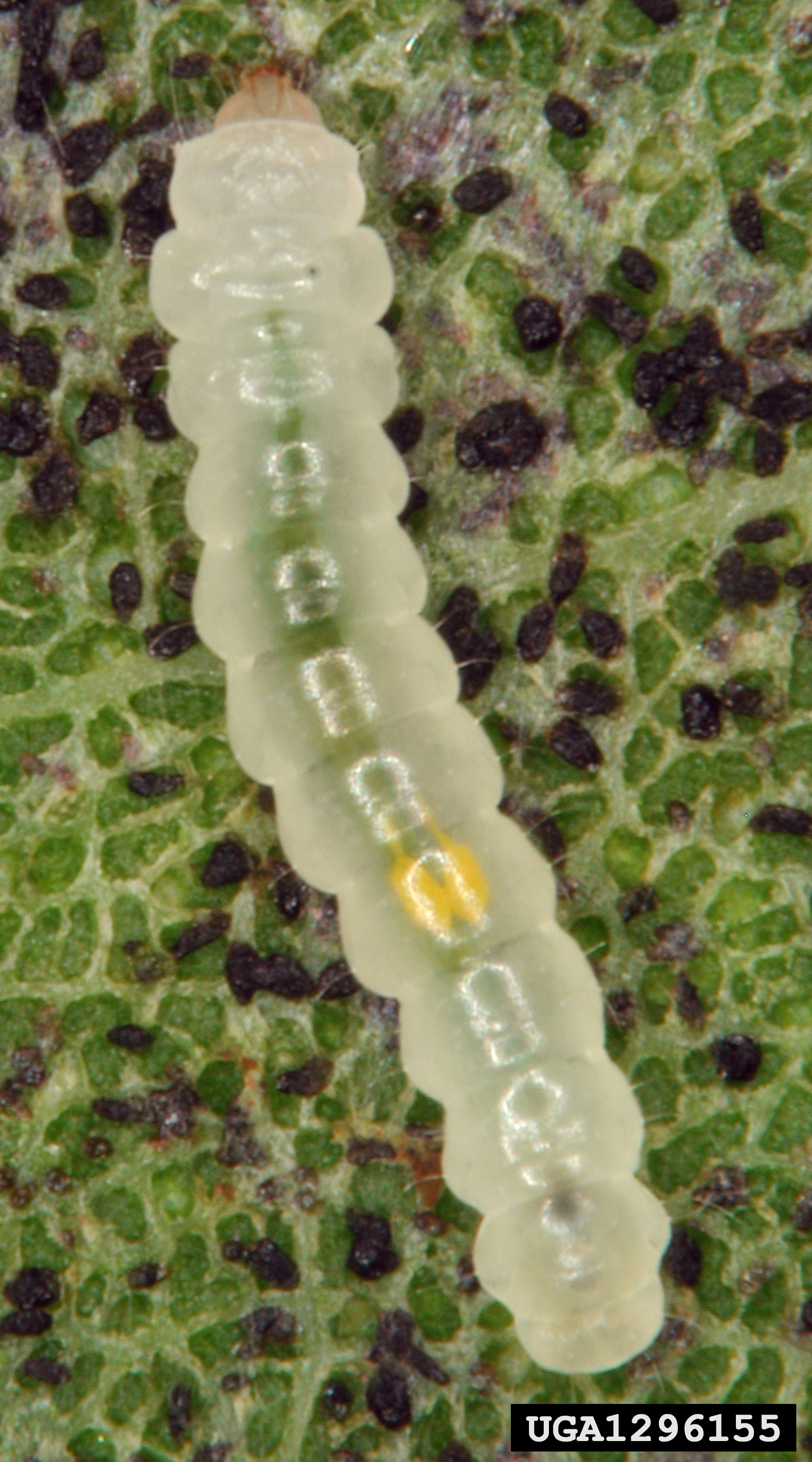
Larva

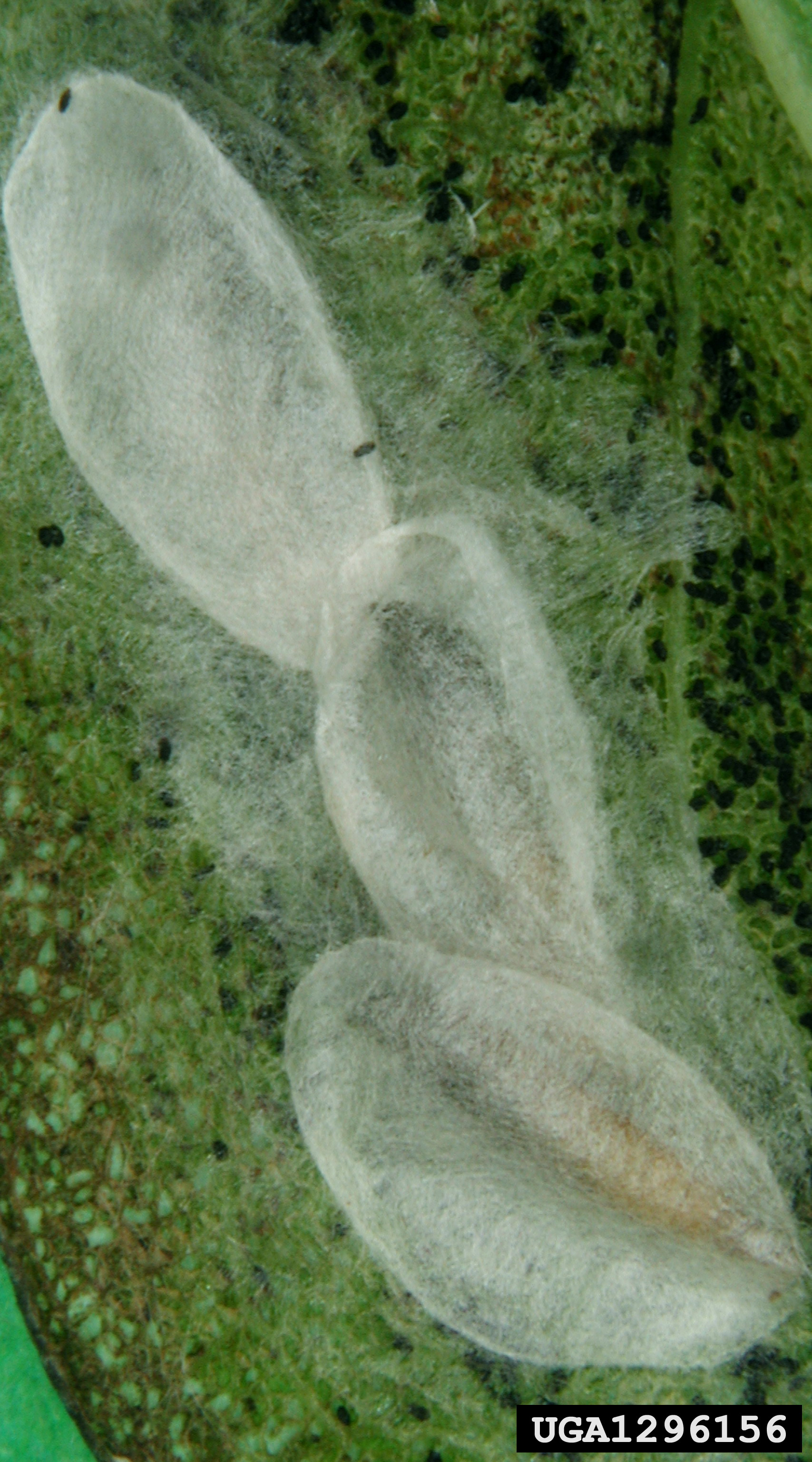
Pupas

La envergadura mide de 5,5 a 6,5 mm. Esta mariposa tiene dos (Europa central) o tres (Europa meridional) generaciones por año.
Las larvas se alimentan de las hojas de Robinia pseudoacacia, Robinia viscosa y Robinia hispida. Sus galerías tienen forma serpentina y se encuentran en la superficie inferior de las hojas. Hay cinco estadios, los estadios tempranos se alimentan de savia, los más avnazados también consumen tejidos.